# Миллс, Мэтт
Мэ́ттью Клод Миллс (англ. Matthew Claude Mills; род. 14 июля 1986, Суиндон, Уилтшир) — английский футболист, играющий на позиции защитника. Известен выступлением за клубы «Болтон Уондерерс» и «Ноттингем Форест».

## Карьера
Мэтт родился в Суиндоне, Уилтшир, и начал свою юношескую карьеру в «Суиндон Таун» в 1999 году, прежде чем присоединиться к «Саутгемптону» в возрасте четырнадцати лет. Пройдя через академию «Саутгемптона», а затем резервный состав, Миллс подписал свой первый профессиональный контракт с клубом в 2002 году. В то время как в академии Миллс первоначально играл, как полузащитник, но его игровая позиция изменилась с прибытием Джорджа Проста, который был впечатлен тем, как Миллс «обращался с мячом и пытался диктовать игру» и переключил его на роль центральной защитника, на позицию, которую он занимает и поныне.
Чтобы получить первый опыт игры в профессиональной команде, Миллс был отправлен в аренду в «Ковентри Сити», сроком на один месяц 18 сентября 2004 года. В тот же день Миллс дебютировал за Ковентри, всего через несколько часов после подписания документов, сыграв чуть позже обеда, в ничейном матче (0:0) против «Ротерем Юнайтед». Последнее появление Миллса произошло 3 октября 2004 года в матче против города Ипсуич, где он забил свой первый и единственный гол в проигранном матче (2:1). Затем, Миллс вернулся в свой родной клуб и сыграл четыре матча. «Ковентри Сити» стремился продлить свой период аренды на второй месяц, но «Саутгемптон» отказал им.